# Picos de Europa

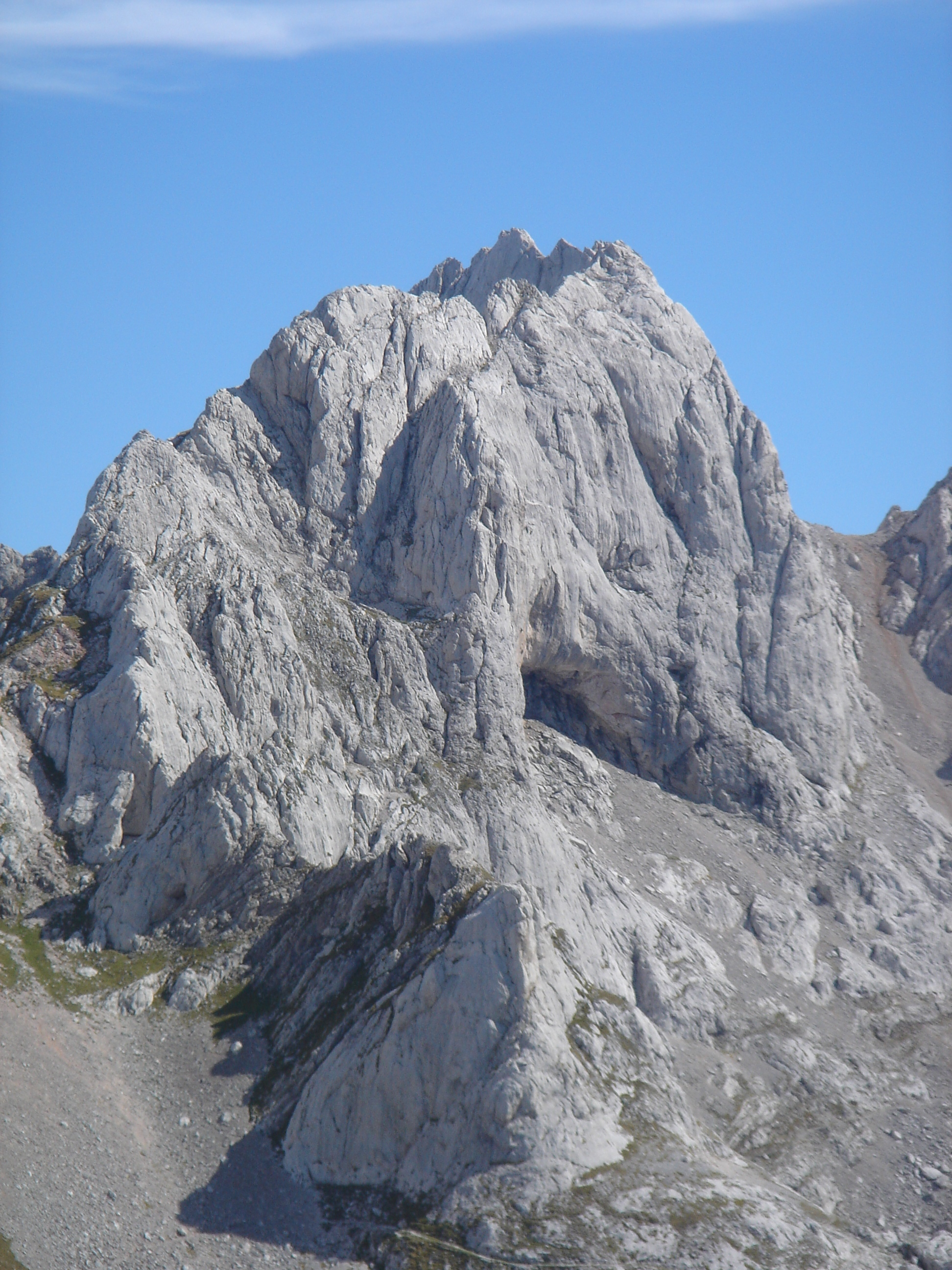
Torre de Santa María

Picos de Europa (pol. Szczyty Europy) - najwyższe, zbudowane z wapieni, pasmo w Górach Kantabryjskich. Picos de Europa to wapienna formacja o długości i szerokości około 40 km. Położona jest jedynie 25 km od Atlantyku. Według legendy nazwę tej grupie nadali żeglarze powracający z dalekich podróży do domu. Strzeliste, bielone przez zimę śniegiem, wysokie szczyty były dla wspomnianych podróżników nieraz zwiastunem rodzinnych stron. Najwyższym szczytem Picos de Europa jest Torre de Cerredo, który sięga 2648 m n.p.m.

## Podział
Picos de Europa geograficznie dzieli się na trzy masywy:
- Andara - najniższy masyw, wschodni, jest ograniczony rzekami Deva i Duja, najwyższym szczytem jest Morra de Lechugales (2 441 m n.p.m.);
- Uriello - zajmuje centralną część pasma. Jest to najwyższy i najczęściej odwiedzany masyw Uriello, leżący pomiędzy rzekami Duja a Cares. Najbardziej charakterystycznym szczytem tej partii gór jest znany wspinaczom ze swej 500 metrowej pionowej ściany Naranjo de Bulnes (2 519 m n.p.m.), tu także znajdują się najwyższe kulminacje gór, Torre de Cerredo (2 648 m n.p.m.) i Torre del Llambrión (2 617 m n.p.m.), grupa ta jest znana także z Parku Narodowego Picos de Europa (Parque nacional de los Picos de Europa).
- Cornión - zajmuje zachodnią część gór. Najwyższym szczytem tej części Picos de Europa jest Peña Santa (2 596 m n.p.m.).

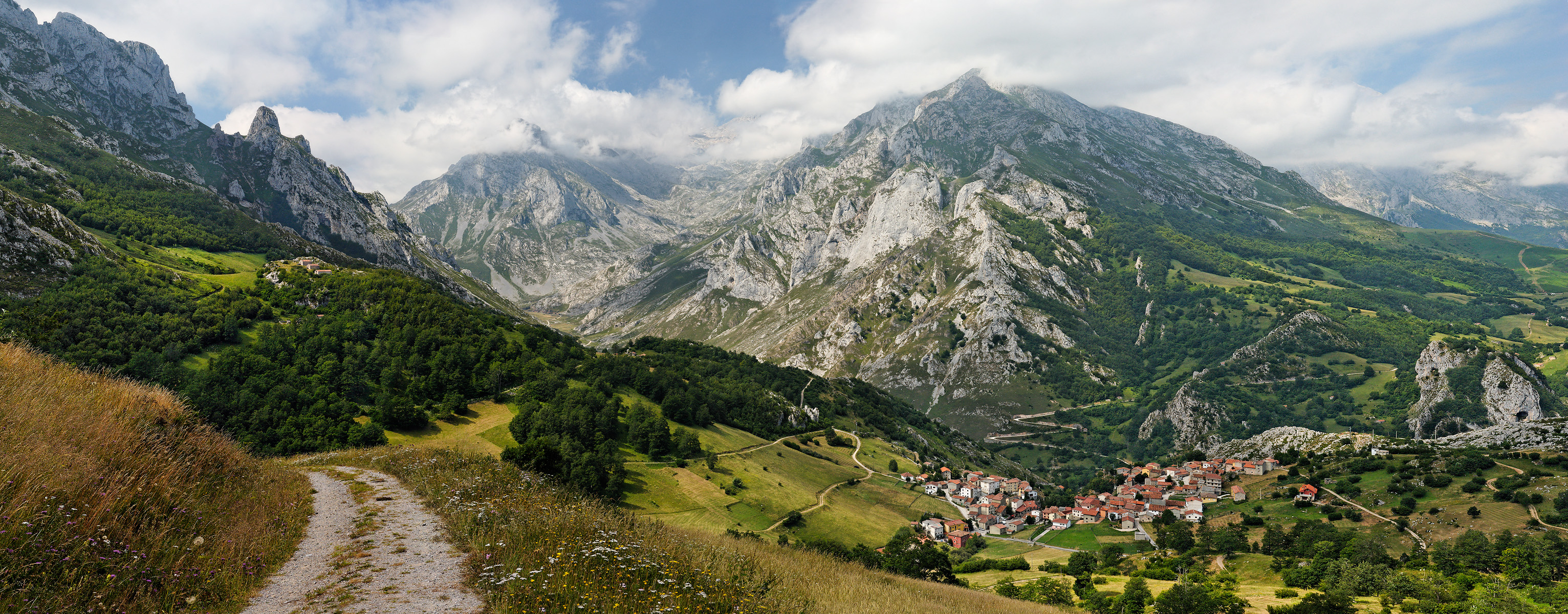
Peña Main, pod szczytem miejscowość Sotres

## Ochrona

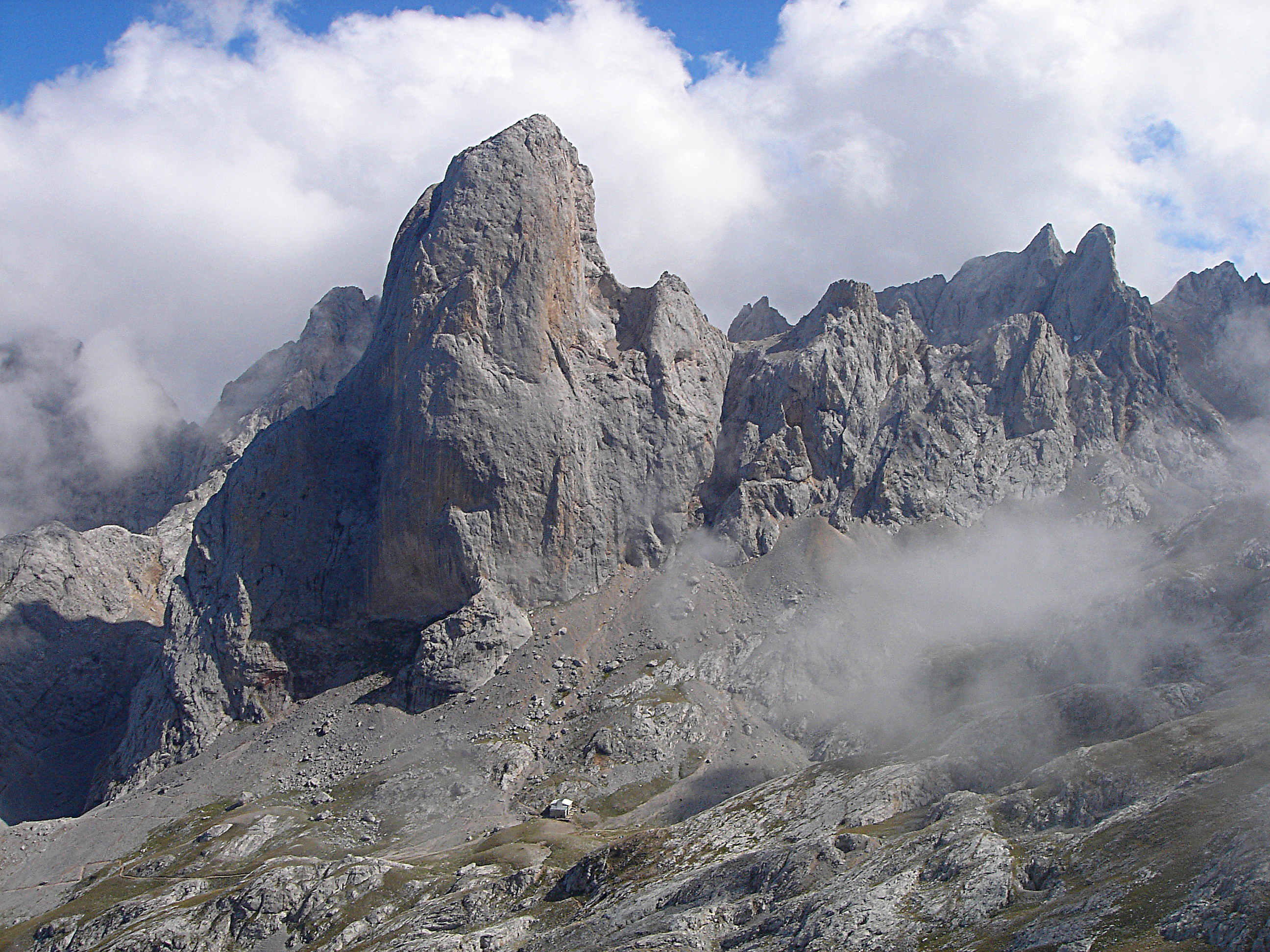
Naranjo de Bulnes

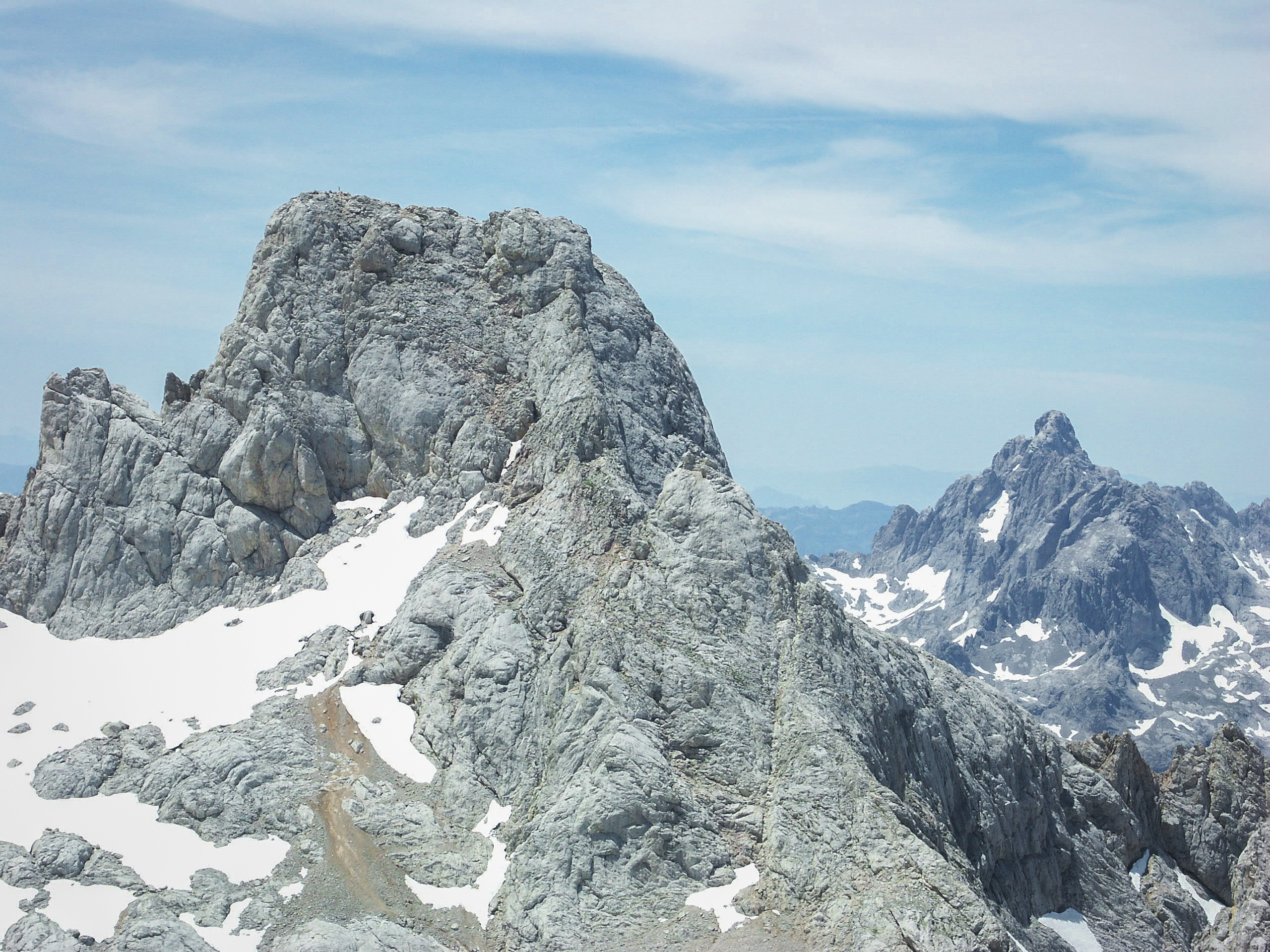
Torre de Cerredo

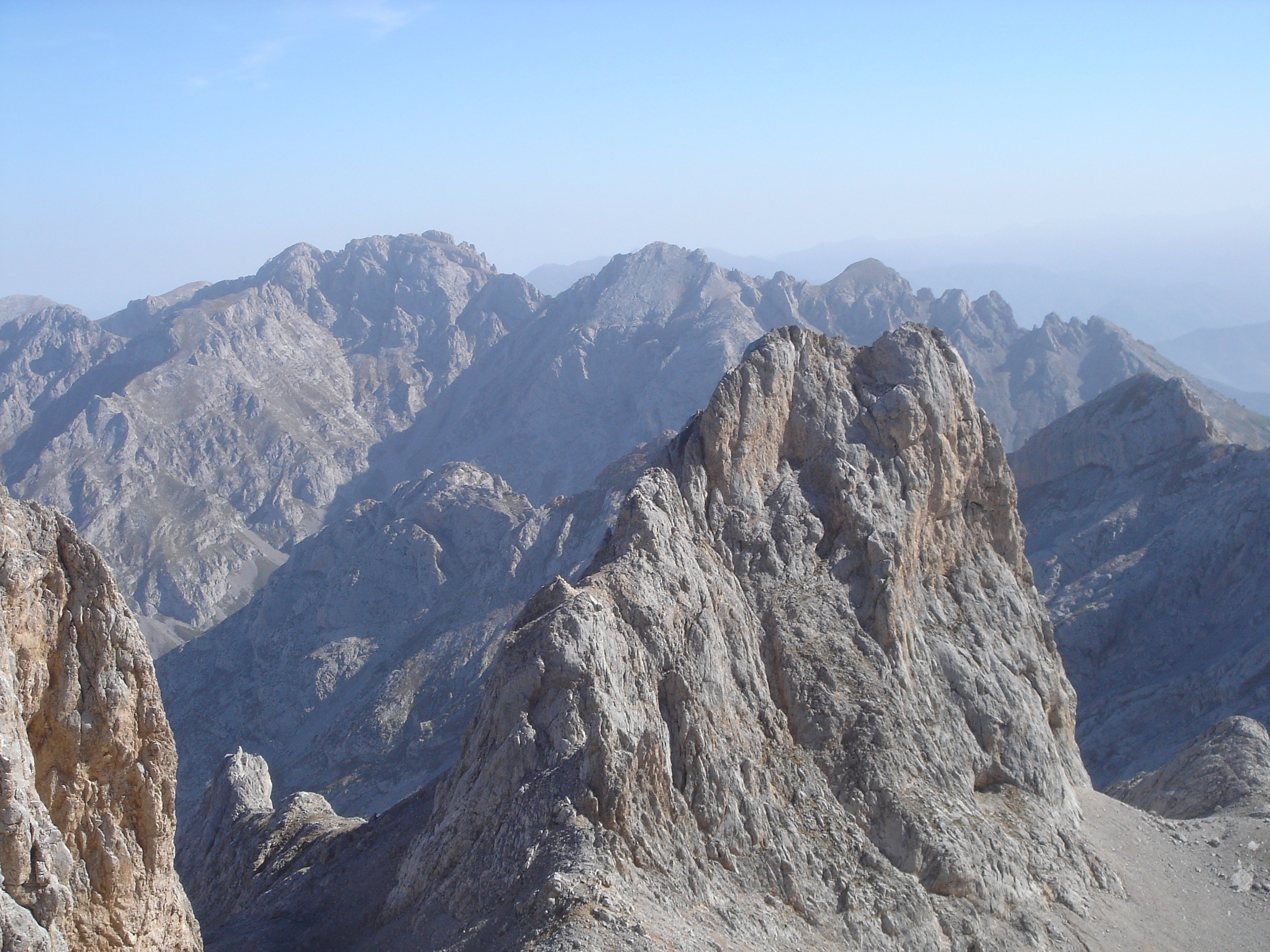
Masyw Andara

Jedną z form ochrony przyrody na terenie tego pasma górskiego jest park narodowy Picos de Europa. Znajduje się tu kilka jezior zwanych Lagos de Covadonga oraz miejsce historycznej bitwy, która zapoczątkowała rekonkwistę.
Najcenniejszy przyrodniczo masyw to Cornión, który już w 1918 r. objęto ochroną. Utworzono wtedy Park Narodowy de la Montaña de Covadonga o powierzchni zaledwie 16.9 ha. Był on pierwszym obok Parku Narodowego Ordesa i Monte Perdido w Pirenejach parkiem narodowym utworzonym w Hiszpanii. Od 1935 r. zaczęto używać nazwy Picos de Europa, obowiązującą do dziś. W 1995 r. granice parku poszerzono do 64 400 ha. Obejmuje on trzy oddzielone rzekami grupy: Andara, Uriello i Cornion. 
Bogate walory krajobrazowe i duże zróżnicowanie terenu zachęcają do wędrówek. Liczne oznakowane szlaki turystyczne o różnej długości i skali trudności przyciągają wędrowców. Białe ostre granie, urwiste wapienne skały, kręte wąwozy i wreszcie rwące rzeki tworzą niezapomniane wrażania. Popularna kolejka Fuente De daje możliwość obcowania z górami.

## Szczyty
Najwyższe szczyty:
- Torre de Cerredo - 2648 m,
- Torre del Llambrión - 2642 m,
- Torre del Tiro Tirso - 2641 m,
- Torre sin Nombre - 2638 m,
- Torre Casiano de Prado - 2622 m,
- Torre Llastria - 2621 m,
- Peña Vieja - 2617 m,
- Torre Blanca - 2619 m,
- Torre de la Palanca - 2614 m,
- Torre de Peñalba - 2607 m,
- Peña Santa - 2596 m,
- Torre Santa de Enol - 2486 m,
- Torre de Enmedio - 2467 m,
- Aguja José de Prado - 2463 m,
- Torre de la Horcada - 2455 m,
- Torre del Torco - 2452 m,
- Torre de Cebolleda III - 2445 m,
- Morra Lechugales - 2444 m,
- Silla del Caballo Cimero - 2436 m,
- Pica del Jierru - 2424 m,
- Pico Cortés - 2373 m,
- Pico del Grajal de Arriba - 2349 m,
- Silla del Caballo Cimero - 2339 m.